# Brits PGA Kampioenschap 2013
Het BMW PGA Kampioenschap van 2013 werd van 23-26 mei gespeeld op The Wentworth Club in Engeland. Het toernooi maakte deel uit van de Europese Tour.

## Verslag
De par van de baan is 72. Alle spelers startten deze week op de eerste tee. Donderdag en vrijdag werd om 07:00 uur gestart.

### Donderdag: ronde 1
Onweer dreigde, anderhalf uur werd het spelen gestopt en ronde 1 kon door 15 spelers niet worden afgemaakt. 
James Kingston ging met -6 aan de leiding, Martin Wiegele, die in de laatste groep speelde, kwam met 13 holes al op -4, en kon zijn ronde wegens invallende duisternis niet afmaken.

### Vrijdag: ronde 1 en 2
Wiegele begon met een bogey, hij viel terug naar -3 en was voorlopig geen bedreiging voor James Kingston.

De beste score van ronde 2 was van Wen-chong Liang, die twee van de acht eagles maakte en 97 plaatsen op het scorebord steeg. Andy Sullivan  maakte een hole-in-one (ook een eagle) op hole 2, een par 3 van 141 meter. 

Matteo Manassero en rookie Eddie Pepperell waren de twee jongste spelers, samen staat ze op de 6de plaats. 

Miguel Ángel Jiménez wordt volgende januari 50 jaar. Dit was zijn 600ste toernooi op de Europese Tour. Zijn eerste toernooi was het Benson & Hedges Spanish Open in 1983. In 1989 haalde hij zijn eerste Tourkaart. 

### Ronde 3
Een nieuwe leider diende zich aan, Alejandro Cañizares. Hij staat op de wereldranglijst op nummer 282, maar heeft pas eenmaal gewonnen: The Imperial Collection Russian Open in 2006. 

De enige top 10 speler, die een bogeyvrije ronde maakte, was een andere Spanjaard, Pablo Larrazábal.

### Ronde 4
Lee Westwood maakte drie birdies in de eerste vier holes, terwijl zijn flightgenoot na die vier holes op +1 stond. Een uur later stond Cañizares nog maar één slag achter Westwood. Toen Westwood op hole 11 en 12 drie slagen verloor, was hij uitgeschakeld.

Een onverwachte bedreiging was Simon Khan, die 90 minuten eerder was gestart en een bogeyvrije ronde van -5 maakte. Marc Warren nam op hole 12 de leiding over, maar achter hem stonden vier spelers op -9, Ernie Els, Pepperell, Westwood en Manassero. Onverwacht kwam Joménez ook nog in de top nadat hij birdie-eagle eindigde, een mooie afsluiting van zijn 600ste toernooi.

Aan het einde van de ronde stonden Khan, Manassero en Warren op -10, Khan  was klaar en Manassero moesten hole 18 nog spelen.
Beiden maakten een par, dus er volgde een play-off. Op de eerste extra hole viel Marc Warren af, nadat zijn afslag tussen de bomen terecht was gekomen. Khan en Manassero maakten op hole 2 en 3 allebei een par, de beslissing kwam op de vierde hole, waar Khans bal in het water kwam en Manassero met een birdie won. Hij was toen 20 jaar en 37 dagen, de jongste winnaar van dit toernooi, en had dus weer een record op zijn naam.
- Volledige score

| Naam                      | Score R1 | Score R1 | Nr  | Score R2 | Score R2 | Totaal | Nr  | Score R3 | Score R3 | Totaal | Nr  | Score R4 | Score R4 | Totaal | Nr  | Play-off | Play-off | Play-off | Play-off |
| ------------------------- | -------- | -------- | --- | -------- | -------- | ------ | --- | -------- | -------- | ------ | --- | -------- | -------- | ------ | --- | -------- | -------- | -------- | -------- |
| Matteo Manassero          | 69       | -3       | T6  | 71       | -1       | -4     | T6  | 69       | -3       | -7     | T3  | 69       | -3       | -10    | T1  | 5        | 4        | 4        |          |
| Simon Khan                | 69       | -3       | T6  | 72       | par      | -3     | T10 | 71       | -1       | -4     | T16 | 66       | -6       | -10    | T1  | 5        | 4        | 6        |          |
| Marc Warren               | 69       | -3       | T6  | 70       | -2       | -5     | T2  | 70       | -2       | -7     | T3  | 69       | -3       | -10    | 3   |          |          |          |          |
| Alejandro Cañizares       | 69       | -3       | T6  | 70       | -2       | -5     | T2  | 68       | -4       | -9     | 1   | 72       | par      | -9     | T4  |          |          |          |          |
| Miguel Ángel Jiménez      | 76       | +4       | T   | 69       | -3       | +1     | T   | 67       | -5       | -4     | T16 | 67       | -5       | -9     | T4  |          |          |          |          |
| Eddie Pepperell           | 71       | -1       | T25 | 69       | -3       | -4     | T6  | 71       | -1       | -5     | T6  | 69       | -3       | -8     | T6  |          |          |          |          |
| James Kingston            | 66       | -6       | 1   | 77       | +5       | -1     | T21 | 69       | -3       | -4     | T14 | 68       | -4       | -8     | T6  |          |          |          |          |
| Mikko Ilonen              | 67       | -5       | 2   | 76       | +4       | -1     | T21 | 70       | -2       | -3     | T21 | 69       | -3       | -6     | T8  |          |          |          |          |
| Francesco Molinari        | 70       | -2       | T12 | 68       | -4       | -6     | 1   | 73       | +1       | -5     | T6  | 70       | -2       | -7     | T9  |          |          |          |          |
| Lee Westwood              | 70       | -2       | T12 | 71       | -1       | -3     | T10 | 67       | -5       | -8     | 2   | 73       | +1       | -7     | T9  |          |          |          |          |
| Shane Lowry               | 70       | -2       | T   | 71       | -1       | -3     | T10 | 69       | -3       | -6     | 5   | 72       | par      | -6     | T11 |          |          |          |          |
| Mark Foster               | 70       | -2       | T12 | 69       | -3       | -5     | T2  | 72       | par      | -5     | T6  | 73       | +1       | +1     | T24 |          |          |          |          |
| George Coetzee            | 69       | -3       | T6  | 70       | -2       | -5     | T2  | 75       | +3       | -2     | T30 | 70       | -2       | -4     | T19 |          |          |          |          |
| Nicolas Colsaerts         | 72       | par      | T46 | 70       | -2       | -2     | T13 | 73       | +1       | -1     | T33 | 69       | -3       | -4     | T19 |          |          |          |          |
| Gonzalo Fernández-Castaño | 68       | -4       | T3  | 75       | +3       | -1     | T21 | 74       | +2       | +1     | T47 | 75       | +3       | +4     | T63 |          |          |          |          |
| Scott Henry               | 68       | -4       | T3  | 79       | +7       | +3     | MC  |          |          |        |     |          |          |        |     |          |          |          |          |
| Joost Luiten              | 72       | par      | T46 | 75       | +3       | +3     | MC  |          |          |        |     |          |          |        |     |          |          |          |          |
| Robert-Jan Derksen        | 74       | +2       | T82 | 74       | +2       | +4     | MC  |          |          |        |     |          |          |        |     |          |          |          |          |
| Martin Wiegele            | 68       | -4       | T3  | 81       | +9       | +5     | MC  |          |          |        |     |          |          |        |     |          |          |          |          |
| Maarten Lafeber           | 72       | par      | T46 | 79       | +7       | +7     | MC  |          |          |        |     |          |          |        |     |          |          |          |          |

| Leider |  | Toernooirecord |  | MC = missed cut = cut gemist |  | DQ = disqualified |

## Spelers
| - Felipe Aguilar - Thomas Aiken - Fredrik Andersson Hed - Kiradech Aphibarnrat - Matthew Baldwin - Thomas Bjørn - Richard Bland - Grégory Bourdy - Kristoffer Broberg - Rafa Cabrera Bello - Michael Campbell - Jorge Campillo - Alejandro Cañizares - Magnus A. Carlsson - Paul Casey - Christian Cévaër - S.S.P Chowrasia - Darren Clarke - George Coetzee - Robert Coles - Nicolas Colsaerts - Robert-Jan Derksen - Andrew Dodt - Luke Donald (2011, 2012) - Jamie Donaldson - David Drysdale - Victor Dubuisson - Simon Dyson - Johan Edfors | - Ernie Els - Niclas Fasth - Gonzalo Fz-Castaño - Darren Fichardt - Richard Finch - Oliver Fisher - Ross Fisher - Tommy Fleetwood - Mark Foster - Marcus Fraser - Lorenzo Gagli - Stephen Gallacher - Sergio Garcia - Jean-Baptiste Gonnet - Ricardo Gonzalez - Retief Goosen - Branden Grace - Richard Green - Emiliano Grillo - JB Hansen - Soren Hansen - Peter Hanson - Padraig Harrington - Andreas Hartø - Grégory Havret - Michael Hoey - Keith Horne - David Horsey - Mikko Ilonen | - Raphaël Jacquelin - Thongchai Jaidee - Scott Jamieson - Miguel Ángel Jiménez - Robert Karlsson - Martin Kaymer - Simon Khan - Søren Kjeldsen - Espen Kofstad - Jbe' Kruger - Maarten Lafeber - José Manuel Lara - Pablo Larrazábal - Paul Lawrie - Peter Lawrie - Craig Lee - Thomas Levet - Tom Lewis - Wen-chong Liang - Gary Lockerbie - Shane Lowry - Joost Luiten - David Lynn - Matteo Manassero - Gareth Maybin - Graeme McDowell - Paul McGinley - Damien McGrane - Rory McIlroy | - Prom Meesawat - Shaun Micheel - Edoardo Molinari - Francesco Molinari - Colin Montgomerie - James Morrison - Garth Mulroy - Alexander Norén - Thorbjørn Olesen - Hennie Otto - Eddie Pepperell - Ian Poulter - Phillip Price - Julien Quesne - Alvaro Quiros - Richie Ramsay - Robert Rock - Justin Rose - Brett Rumford - Ricardo Santos - Marcel Siem - Jeev Milkha Singh - Joel Sjöholm - Lee Slattery - Richard Sterne - Graeme Storm - Dawie Van der Walt - Jaco Van Zyl - Paul Waring | - Marc Warren - Romain Wattel - Steve Webster - Lee Westwood - Peter Whiteford - Martin Wiegele - Bernd Wiesberger - Danny Willett - Chris Wood - Fabrizio Zanotti Voormalige winnaars - Anders Hansen (2007) - David Howell (2006) - Scott Drummond (2004) - Ignacio Garrido (2003) - José María Olazabal (1994) Regionale spelers - Tom Fleming - James Whatley - Richard Wallis - Barrie Trainor - Gareth Wright - Jason Levermore - David Higgins - Paul Streeter - Scott Henderson - Greig Hutcheon |

* = rookie
2010 · 
2011 · 
2012 · 
2013 · 
2014 · 
2015 ·
2016